# Архимандрит Макарије (Поповић)
Макарије (световно Србобран Поповић; Уљма, код Вршца, 26. децембар 1920 — Манастир Високи Дечани, 15. јануар 1981) био је православни архимандрит и игуман Манастира Високи Дечани.

## Биографија
Архимандрит Макарије (Поповић) рођен је 26. децембара 1920. године у Уљми код Вршца, од побожних родитеља Божидара и Анђелије. На крштењу је добио име Србобран. Мали Србобран је основну школу завршио у свом родном месту, а грађанску у Вршцу. Искрена жеља за светим монашким животом пробудила се у његовој чистој дечачкој души 1935. године кад одлази за искушеника у Манастир Рајиновац код Гроцке, а затим у Вољавчу код Страгара.
Из манастира Вољавче исте 1935. године одлази у Манастир Високе Дечане, где се уписује у Монашку школу, коју завршава 1939. Као свршеног ученика Монашке школе замонашио га је у малу схиму јеромонах Јустин Дамјановић исте године у манастиру св. Марка код Корише - Призрен, давши му монашко име Макарије. Новог монаха Макарија рукоположио за јерођакона на Петровдан 1940. године, а за јеромонаха 23. децембара исте 1940. г. у Дечанима епископ Митрофан (Абрамов), настојатељ манастира Дечана. Рат га је затекао 1941. као сабрата Манастир Девича. Од балиста бива протеран из Девича, ради чега се поново враћа у свој матични манастир Високе Дечане, где наилази на сличну ситуацију.
Дечанима остаје све до децембра 1941. године кад због потребе службе прелази у Пећку патријаршију, у којој као сабрат остаје све до 1947. године боравећи повремено и у Пећком метоху, Будисавци. 14. августа 1947. године производи га у чин игумана у Призрену епископ Владимир, по благослову патријарха Гаврила. Од априла 1947. године игуман Макарије прелази поново у Манастир Девич, где се налази до децембра исте 1947. године па се опет враћа у Пећку патријаршију. Почетком децембра 1947. из Пећке патријаршије прелази за настојатеља манастира Манастир Света Тројица код Пљеваља.
Овде остаје до 1952. године кад бива постављен за старешину Манастира Бања код Прибоја. Из манастира Бање ускоро се опет враћа, на исту дужност у Манастир Свету Тројицу. Од 7. септембара, 1953. године до 15. децембара 1955. године на Цетињу је имао једно веће "одсуство ради изградње и размишљања". У пролеће 1956. године Макарије постаје игуман Манастира Беочин у Фрушкој гори. Из Беочина враћа се у Дечане, где 15. новембара, 1957. године прима дужност старешине манастира. На овој дужности остаје све до 23. новембара, 1977. године А тада због болести разрешен је ове дужности. Епископ рашко-призренски Павле Стојчевић за заслужан рад у Цркви произвео га је, за архимандрита 26. децембара, 1968. године.
Упокојио се у Господу 15. јануара 1981. године у Манастиру Високи Дечани где је и сахрањен.